# Veton Berisha
Veton Berisha, né le 13 avril 1994, est un footballeur international norvégien d'origine kosovare, qui joue au poste d'attaquant au Hammarby IF.

## Biographie
Comme son frère aîné Valon, il commence sa carrière au club d'Egersund : l'Egersunds IK, puis rejoint le club de Stavanger : Viking FK.
Il se trouve toujours à Egersund lorsqu'il est convoqué pour son premier match international avec l'équipe de Norvège des moins de 15 ans pour deux matchs face à la Suède les 22 septembre 2009 et 24 septembre 2009 à Åmot puis à Vikersund.
Il joue son premier match avec le Viking FK le 1er mai 2011 face à son ancienne équipe d'Egersund lors du premier tour de la coupe de Norvège 2011. Entré à la 60e minute de jeu, le match se solde par une victoire de Viking 4-0.
Le 19 mai 2011, il joue son premier match de Tippeligaen en entrant en cours de jeu lors d'un match face au Tromsø IL (défaite 1-3).
Le 17 juin 2011, il joue son premier match en tant que titulaire face au SK Brann (victoire 3-0).
Le 19 juin 2011, pour la première fois, Veton et son frère Valon jouent ensemble pour les Vikings. La dernière fois que deux frères jouent pour les Vikings remonte à 1989, année où Jan (en) et Egil Fjetland (en) jouèrent face à Molde FK la finale de la coupe de Norvège.
Le 17 juin 2011, face à Aalesunds FK, Veton marque son premier but en Tippeligaen seulement 12 minutes après son entrée sur le terrain en remplacement d'Erik Nevland.
Le 30 mars 2019, Berisha s'engage pour quatre saisons avec le SK Brann.